# Свети Димитър (Глишик)
Вижте пояснителната страница за други значения на Свети Димитър.
„Свети Димитър“ или „Свети Димитрий“ (на македонска литературна норма: „Свети Димитриј“) е православна църква в тиквешкото село Глишик, централната част на Северна Македония. Част е от Повардарската епархия на Македонската православна църква. Към началото на ХХ век църквата е в руини и е разрушена, за да се построи на нейно място нова.
Старата църква е еднокорабна, изградена и изписана в XIX век. Църквата имала отворен трем от западната страна и дървен таван. На иконостаса имало царски двери, дърворезбовани с иконопис със следното съдържание: „Сия двери я приложил Стоян Николов и син му Ило и внук му Лазо зограф Иоана Джикот от Осои и Спасе Ангелков от Гари 1869. Преди обновлението на църквата на северната стена в асоса е изписано Второто пришествие Христово (Страшният съд). На южната стена са били запазени само Свети Зосим, Мария Египтянка и Свети Игнатий. В останалите части на наоса и олтарното пространство фреските са били унищожени.